# Parlamentswahl in Kirgisistan 2010
Die Parlamentswahl in Kirgisistan 2010 fand am 10. Oktober 2010 statt. Sie war durch die Annahme der neuen Verfassung im Verfassungsreferendum vom 27. Juni 2010 nötig geworden.
3300 Kandidaten aus 29 Parteien bewarben sich um einen der 120 Sitze im kirgisischen Parlament. Es gab 2,9 Millionen Stimmberechtigte. Um ins Parlament einzuziehen, musste eine Partei landesweit mindestens 5 Prozent und in jeder Region mindestens 0,5 Prozent der Stimmen erreichen.

## Vorfeld
Vier Tage vor Durchführung der Wahl, am 6. Oktober 2010, wurde die Zentrale der Partei Ata-Schurt von Protestierenden besetzt, die den Ausschluss von den Wahlen forderten.

## Durchführung
Die Wahlen wurden unter starken Sicherheitsmaßnahmen durchgeführt. Es waren über 20.000 Sicherheitskräfte im Einsatz. Die OSZE hatte Hunderte Wahlbeobachter in Kirgistan und berichtete von einer freien und demokratischen Stimmung.
Es wurden keine größeren Zwischenfälle gemeldet. Allerdings wurden Unregelmäßigkeiten, wie Abbruch der Wahl in einigen Wahlbüros wegen Überfüllung der Urnen oder Mehrfachwahl Einzelner, gemeldet.

## Ergebnis
Insgesamt waren 2.852.000 Bürger wahlberechtigt, die Beteiligung lag bei 55,9 %. Stimmenstärkste Partei wurde mit 8,88 % die Partei Ata-Schurt (Vaterland) des gestürzten Präsidenten Kurmanbek Bakijew. Es folgte die Sozialdemokratische Partei von Almasbek Atambajew, der die Präsidentin Rosa Otunbajewa nahestand. Den Einzug ins Parlament schafften ebenfalls: die pro-russische Partei Ar-Namys (Würde), Respublika des Öl-Unternehmers Omurbek Babanow und die linke Unternehmerpartei Ata Meken (Vaterland) von Omurbek Tekebajew. Die Partei Butun Kirgistan (Vereinigtes Kirgistan) scheiterte mit 145.000 Stimmen, die 4,84 Prozent entsprechen, knapp an der Fünf-Prozent-Hürde. Alle weiteren Parteien verfehlten ebenfalls den Einzug.
- Ata-Schurt: 28
- SDPK: 26
- Ar-Namys: 25
- Resp.: 23
- Ata Meken: 18

| Partei                 | Stimmen   | %     | Mandate |
| ---------------------- | --------- | ----- | ------- |
| Ata-Schurt             | 266.923   | 15,41 | 28      |
| SDPK                   | 241.528   | 14,24 | 26      |
| Ar-Namys               | 232.682   | 13,78 | 25      |
| Respublika             | 217.601   | 12,62 | 23      |
| Ata Meken              | 168.218   | 9,99  | 18      |
| Butun Kirgisistan      | 145.455   | 8,36  | -       |
| Akschumkar             | 78.952    | 4,71  | -       |
| Samandasch             | 63.435    | -     | -       |
| sonstige Parteien      | 244.703   | 29,25 | -       |
| Gesamt/Wahlbeteiligung | 1.679.538 | 55,90 | 120     |

Die Prozentwerte in der Tabelle beziehen sich auf die Zahl aller Wahlberechtigten und nicht auf die wirklichen Wähler. In Kirgisistan muss eine Partei über 5 % der Stimmen aller Wahlberechtigten erhalten, um ins Parlament einzuziehen unabhängig von der tatsächlichen Zahl der Wähler.

## Regierungsbildung
Am 11. November 2010 erteilte Präsidentin Otunbajewa der Sozialdemokratischen Partei den Auftrag zur Regierungsbildung. Am 29. November 2010 einigten sich Sozialdemokraten mit Ata Meken und der Partei Respublika auf eine Dreierkoalition. Nachdem aber die Wahl von Tekebajew zum Parlamentsvorsitzenden am 2. Dezember 2010 scheiterte, fiel die Koalition bereits wieder auseinander. Präsidentin Otunbajewa erteilte darauf der Partei Respublika den Auftrag, eine Mehrheitskoalition zu finden. Es entstand eine Dreierkoalition zwischen den Sozialdemokraten, der Respublika und der Partei Ata-Schurt, mit Achmatbek Keldibekow, dem Parteichef von Ata-Schurt, als Parlamentspräsidenten und dem SDPK-Vorsitzenden Atambajew als Regierungschef. Atambajew übernahm das Amt zum zweiten Mal nach 2007, damals dauerte seine Regierungszeit nur acht Monate. Die Regierung Atambajew löste die im April 2010 eingesetzte Übergangsregierung unter Präsidentin Otunbajewa ab. Kirgisistan schloss damit auch den Wandel von einer Präsidialrepublik in eine parlamentarische Republik ab, der durch das Verfassungsreferendum vom Juni 2010 herbeigeführt worden ist.